# Промар
«Промар» (яп. プロメア пуромэа) — японский полнометражный анимационный фильм 2019 года, созданный совместно компаниями Trigger и XFLAG. Режиссёр Хироюки Имаиси и сценарист Кадзуки Накасима ранее вместе работали над «Гуррен-Лаганном» и Kill la Kill. В «Промар» представлены дизайны персонажей и ме́хов от Сигэто Коямы, 3DCG-анимация от Sanzigen и музыка Хироюки Савано. Фильм был показан в японских кинотеатрах 24 мая 2019 года компанией Toho. Премьера в России состоялась 12 сентября 2019 года.

## Сюжет
Во время бедствия, известного как «Великое всемирное возгорание», в результате массовых спонтанных человеческих самовозгораний погибла половина населения Земли. Некоторые люди развили в результате необъяснимых мутаций пирокинетические способности во время и после этого события, и стали известны как «Опалённые».
Тридцать лет спустя Гало Тимос живёт в городе Промеполис, где работает членом пожарной команды «Пламенные спасатели». Группа реагирует на инциденты с участием «Ультра Опалённых», группы радикальных опалённых, обвиняемых в терроризме. Гало побеждает Лио, лидера «Ультра Опалённых»; он был доставлен в тюрьму для опалённых людей силами полиции «Ледяные силы», находящимися под контролем губернатора Промеполиса Крея Форсайта. Лио организовывает массовый побег и вместе с пленными отступает к замёрзшему озеру, где его обнаруживает Гало. Будучи выведен из строя Лио, Гало становится свидетелем его попытки оживить смертельно раненую опалённую с использованием техники передачи пламени изо рта в рот. Лио сообщает Гало, что Крей захватывает опалённых для проведения экспериментов на людях.
Гало противостоит Крею, который сообщает ему, что Земля скоро будет уничтожена неконтролируемым выбросом магмы из её ядра. Он обнаружил, что способности опалённых людей можно использовать для создания варп-двигателя, который он намеревается использовать для бегства с Земли вместе с избранной частью человечества. Тем временем Ледяные Силы отслеживают остатки опалённых и отбирают всех, кроме Лио. Лио возвращается в Промеполис, чтобы противостоять Краю, хотя Гало вмешивается и отступает вместе с Лио к замёрзшему озеру.
Пламя Лио растапливает лёд озера и открывает лабораторию, управляемую голографической проекцией Дэуса Промета, учёного, ранее убитого Креем. Дэус объясняет, что опалённые люди могут общаться с «Промаром», расой межпространственных огненных существ, обитающих прямо в ядре Земли, а выбросы магмы являются побочным эффект от воздействия на Промар боли, и эксперименты Крея с опалёнными людьми ускоряют рост этого эффекта. В созданном Дэусом мехе, известном как Deus X Machina, Гало и Лио возвращаются в Промеполис, чтобы противостоять Крею. В ходе битве становится понятно, что Крей тоже является опалённым; он пытается использовать Лио, чтобы привести в действие варп-двигатель. Хотя это почти убивает Лио, Гало оживляет его, используя технику «рот в рот».
Вместе Гало и Лио объединяют двигатель и свой механизм, чтобы защитить жизнь на Земле, позволяя Промар окутывать поверхность и заставляя их полностью выгореть и исчезнуть. Все опалённые становятся обычными людьми, Гало и Лио решают вместе перестроить мир.

## Персонажи
- Гало Тимос (яп. ガロ・ティモス Гаро Тимосу) — сирота и завербованный член пожарной команды «Пламенные спасатели».

Сэйю: Кэнъити Мацуяма
- Лео Фортия (яп. リオ・フォーティア Рио Фо:тиа) — лидер организации «Ультра Опалённые». Он рискует своей жизнью, чтобы защитить всех, разделяя пирокинез с беженцами.

Сэйю: Таити Саотомэ
- Крей Форсайт (яп. クレイ・フォーサイト Курэй Фо:сайто) — губернатор города и лидер фонда Промеполис. Он является скрытым одним из опалённых людей, который спас Гало и нанял его в качестве пожарного.

Сэйю: Масато Сакаи
- Айна Альдевид (яп. アイナ・アルデビット Айна Арудэбитто) — пилот «Пламенных спасателей» и напарник Гало.

Сэйю: Аянэ Сакура
- Реми Пугуна (яп. レミー・プグーナ Рэми: Пугу:на) — вице-капитан «Пламенных спасателей».

Сэйю: Хироюки Ёсино
- Варис Трасс (яп. バリス・トラス Барису Торасу) — мускулистый член команды «Пламенных спасателей».

Сэйю: Тэцу Инада
- Лючия Фекс (яп. ルチア・フェックス Рутиа Фэккусу) — учёный из команды «Пламенных спасателей».

Сэйю: Маюми Синтани
- Игнис Экс (яп. イグニス・エクス Игунису Экусу) — ведущий капитан «Пламенных спасателей».

Сэйю: Рикия Кояма
- Винни (яп. ビニー Бини:) — крыса-талисман Лючии. Персонаж был назван «Лучшим маскотом» на Newtype Anime Awards[5].

Сэйю: Кэндо Кобаяси
- Элис Альдевид (яп. エリス・アルデビット Эрису Арудэбитто) — сестра Айны и ученый фонда Промаполис.

Сэйю: Ами Косимидзу
- Виола Колоссус (яп. ビアル・コロッサス Биасу Короссасу) — один из помощников Крея.

Сэйю: Рёка Юдзуки
- Вулкан Хаэстус (яп. ヴァルカン・ヘイストス Варукан Хэйсутосу) — военачальник Ледяных Сил и один из помощников Крея.

Сэйю: Таитэн Кусуноки
- Геллер (яп. ゲーラ Гэ:ра) — один из беженцев опалённых людей.

Сэйю: Нобуюки Хияма
- Мейс (яп. メイス Мэйсу) — один из беженцев опалённых людей.

Сэйю: Кацуюки Конъиси
- Деус Промет (яп. デウス・プロメス Дэусу Пуромэсу) — учёный и исследователь феномена опалённых людей, которого убил Крей.

Сэйю: Арата Фурута

## Музыкальное сопровождение
Тематические песни фильма, «Kakusei» (覚醒, букв. «Пробуждение») и «Kōri ni Tojikomete» (氷に閉じこめて, букв. «Заключенный во льду»), исполняются Superfly. Саундтрек написан Хироюки Савано, а альбом издан Aniplex 24 мая 2019 года.
Вся музыка написана Хироюки Савано.
| №                   | Название            | Текст песни           | Исполнитель           | Длительность |
| ------------------- | ------------------- | --------------------- | --------------------- | ------------ |
| 1.                  | «Inferno»           | Benjamin Anderson mpi | Benjamin Anderson mpi | 3:54         |
| 2.                  | «PRO//MARE»         |                       |                       | 3:47         |
| 3.                  | «GAL-OTHY-MOS»      |                       |                       | 5:09         |
| 4.                  | «ΛsHEs»             | cAnON.                | Gemie                 | 2:21         |
| 5.                  | «WORLDBIGFLAMEUP»   |                       |                       | 4:27         |
| 6.                  | «PROMARETHEME»      |                       |                       | 3:18         |
| 7.                  | «BangBangBUR!...n?» |                       |                       | 5:56         |
| 8.                  | «NEXUS»             | Benjamin Anderson mpi | Laco                  | 3:49         |
| 9.                  | «BAR2tsuSH»         |                       |                       | 5:27         |
| 10.                 | «DeusPRO召す»       |                       |                       | 5:17         |
| 11.                 | «fanFAREpiZZA»      |                       |                       | 3:36         |
| 12.                 | «ΛsHEs ～RETURNS～» | cAnON.                | Gemie                 | 2:24         |
| 13.                 | «燃焼ING-RES9»      |                       |                       | 2:09         |
| 14.                 | «BAR2NG4女14yoN»    |                       |                       | 3:11         |
| 15.                 | «904SITE»           |                       |                       | 2:34         |
| 16.                 | «REG-GIRT»          |                       |                       | 2:27         |
| 17.                 | «RE:0»              |                       |                       | 2:38         |
| 18.                 | «PIROMARE»          |                       |                       | 2:20         |
| 19.                 | «Gallant Ones»      | Benjamin Anderson mpi | Benjamin Anderson mpi | 2:54         |
| 20.                 | «stRE:0ings»        |                       |                       | 2:27         |
| 21.                 | «火-YO!人»          |                       |                       | 5:21         |
| Общая длительность: | Общая длительность: | Общая длительность:   | Общая длительность:   | 1:15:26      |

## Производство
«Промар» был объявлен на выставке Anime Expo 2017 2 июля 2017 года как оригинальный аниме-проект, созданный совместно Trigger и XFLAG, который производился более четырёх лет, в октябре 2018 года выяснилось, что это фильм. Хироюки Имаиси и Кадзуки Накасима, ранее вместе работавшие над проектами «Гуррен-Лаганн» и Kill la Kill, режиссируют и пишут сценарий фильма соответственно.
Фильм указан оригинальной работой Накасимы и Trigger: Сигэто Кояма создал персонажей и механические конструкции, Sanzigen анимировал сцены в 3DCG, а Хироюки Савано сочинил музыку. Логотип фильма разработан Сайси Итико, а Томотака Кубо является арт-директором. Сусио, который разработал персонажей и был главным режиссёром анимации в Kill la Kill, участвует в качестве одного из аниматоров фильма.

## Релиз
Премьера «Промар» состоялась в Японии 24 мая 2019 года, а дистрибьютором фильма стала компания Toho. 13 июня 2019 г. GKIDS приобрела фильм для распространения в Северной Америке, показы состоялись 17 и 19 сентября 2019 г. Он был переведён на английский язык NYAV Post. Позже фильм был снова продемонстрирован в кино 8, 10 и 11 декабря 2019 года одновременно с короткометражным приквелом «Сторона: Гало». Очередной показ фильма в Северной Америке должен был состояться 7 и 8 апреля 2020 года с двумя приквелами «Сторона: Гало» и «Сторона: Лео», а также посланием Имаиси, Однако третий скрининг в Северной Америке был отложен из-за пандемии COVID-19.
Чтобы продвигать предстоящий европейский релиз, Trigger в партнерстве с Goodsmile Racing и командой Black Falcon представили Mercedes-AMG GT3 с ливреей «Промар» в гонке на выносливость «24 часа Спа» в 2019 году. Автомобиль стартовал с поул-позиции и финишировал 3-м.
В Соединённом Королевстве и Ирландии Anime Limited приобрела фильм, и его премьера состоялась 13 октября 2019 года в Scotland Loves Anime в Глазго, а 19 октября 2019 года прошёл специальный показ в Эдинбурге с режиссёром Хироюки Имаиси, креативным продюсером Хироми Вакабаяси и дизайнером персонажей Сигэто Коямой. В Австралии и Новой Зеландии Madman Entertainment представили фильм на фестивале Madman Anime Festival в Мельбурне 14 сентября 2019 года.
В России фильм был лицензирован компанией «Ракета Релизинг». По её заказу дубляж производился студией Reanimedia.

## Отзывы

### Сборы
«Промар» в первые выходные заняла 8-е место в японском прокате, собрав 41,4 миллиона иен за первые три дня. Во второй уик-энд фильм опустился на 10-е место, собрав 58,8 миллиона иен, а совокупная сумма составила 231,3 миллиона иен. В третий уик-энд фильм выбыл из первой десятки и собрал 65,3 миллиона иен. По состоянию на 20 сентября 2019 года фильм собрал более 1,2 миллиарда иен (11,11 миллиона долларов). Фильм собрал в Японии 1,5 миллиарда иен (13,8 миллиона долларов), став 23-м самым кассовым японским фильмом 2019 года. Он также собрал 2 313 186 долларов США в США и Канаде и 914 234 доллара США на других территориях, на общую сумму 17 миллионов долларов США.

### Критика
Сайт-агрегатор обзоров Rotten Tomatoes сообщил, что 96 % критиков дали фильму положительные отзывы на основе 27 обзоров со средней оценкой 7,96/10. Согласно консенсусу критиков сайта, «„Промар“ визуально ослепляющая и захватывающе рассказанная красочная захватывающая поездка, которая должна развлечь как взрослых энтузиастов аниме, так и подростков из целевой аудитории». На Metacritic фильм имеет средневзвешенную оценку 77 из 100 на основе 8 критиков, что указывает на «в целом положительные отзывы».
Мэтт Шлей в The Japan Times дал фильму 4 звезды из 5, высоко оценив повествование, но высказав некоторую критику за элементы перехода от 2D к 3D анимации.
Написав обзор для Anime News Network, Ким Моррисси поставила «Промар» оценку A. Сравнивая его с предыдущими работами Trigger, такими как «Гуррен-Лаганн» и Kill la Kill, Моррисси заметила в итоге, что «„Промар“ — это усовершенствование формулы Trigger до такой степени, что я искренне верю, что он превзошёл вдохновившую его классику». Она отметила, что изначально Кэнъити Мацуяме не хватало уверенности в его исполнении роли Гало, но к концу фильма он смог отлично с ней справиться. Также её впечатлила игра Аянэ Сакуры и Масато Сакая.
Фильм получил на Newtype Anime Awards награды как «Лучший анимационный фильм», «Лучший маскот» (Винни), «Лучший сценарий» (Кадзуки Накасима) и «Лучший дизайн меха» (Сигэто Кояма). «Гаджет Цусин» включила фразу из фильма Annihilation Beam в свой список модных словечек аниме 2019 года.